# Пасифико
«Пасифико» (исп. Club Deportivo Pacífico FC) — перуанский футбольный клуб из города Лима. В настоящий момент выступает в Сегунде, втором по силе дивизионе страны.

## История
Команда была основана 1 января 1960 года, до 2011 года «Пасифико» играл лишь в региональных лигах. В 2011 году дошёл до финала Кубка Перу, где по сумме двух матчей уступил клубу «Реал Гарсиласо», выход в финал кубка дал право «Пасифико» в сезоне 2012 играть в Сегунде Перу, которую он сразу и выиграл. В 2013 году клуб дебютировал в Примере Перу, но дебютный сезон в высшем дивизионе сложился для команды неудачно, и заняв предпоследнее 15-е место «Пасифико» вылетел в Сегунду.
Домашние матчи команда проводит на стадионе «Иван Элиас Морено», вмещающем 15 000 зрителей.

## Достижения
- Кубок Перу:
  - Финалист (1): 2011.
- Сегунда Перу:
  - Победитель (1): 2012.